# Georgina Pontaza
Georgina Pontaza (15 de enero de 1976) es una reconocida actriz, cantante, coreógrafa, directora teatral y productora guatemalteca. Cuenta con una licenciatura en Publicidad y otra en Arte Dramático con especialización en Dirección. Además de esto, Pontaza es reconocida como una de las "genios del arte guatemalteco", y ha sido directora artística del Teatro Abril y del teatro del IRTRA Guatemala.

## Carrera artística

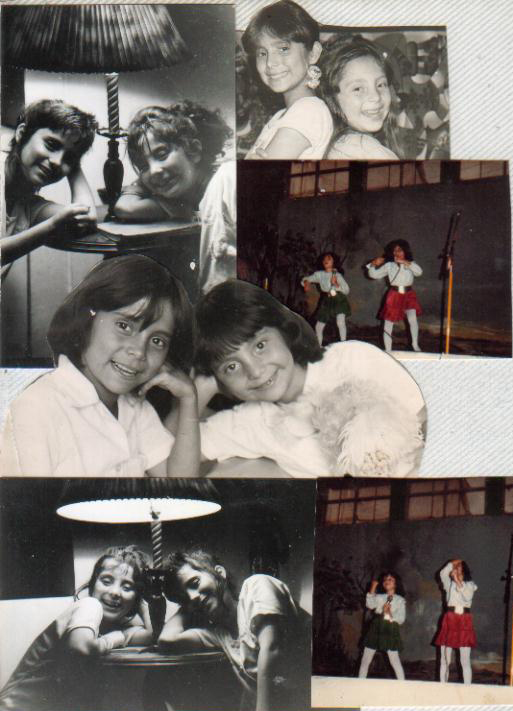
Las hermanitas Pontaza.

Su carrera artística de se inició a los 5 años en un coro de niños fundado por su abuela, la soprano Carmen Morales de Ávila. A los nueve años de edad, junto con su hermana Silvia de ocho años, cantaban y bailaban en el dueto conocido como «las hermanitas Pontaza».  Cuando el grupo «Kodaly» presentó la obra musical «Annie, la huerfanita», las hermanitas Pontaza fueron escogidas para cantar y bailar por la directora Alma Monsanto. Le siguieron los musicales «José el Soñador», «La Novicia Rebelde», «Gatos», «Brillantina», «El Violinista en el Tejado», y «Evita», entre otros.
Inició su carrera como directora con el productor y director del «Teatro Abril», Luis Pedro Abril Soto.  Ha actuado en más de cincuenta obras y ha dirigido una cantidad similar; también ha grabado voces infantiles y caracterizaciones de personajes para comerciales de radio y televisión, fue Directora Artística del programa de televisión Chiquirrines Club TV,  ha grabado coros en varias producciones discográficas y montado coreografías para distintos grupos y solistas.  También ha tenido a su cargo la dirección escénica de varios eventos masivos de distintas empresas que se realizan anualmente y ha sido directora artística del Teatro Abril y del Teatro Fantasía del IRTRA Guatemala.

## Producciones

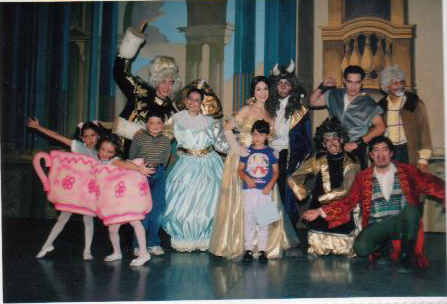
Elenco de «La Bella y la Bestia»

### Actriz
- Peter Pan: para este papel tuvo que prepararse físicamente, ya que el personaje tiene que volar, lo cual exige mucha fortaleza física. Además durante las tres presentaciones a teatro lleno que se realizaron en Costa Rica sufrió tres caídas, y a pesar de haberse dislocado un brazo siguió interpretando, volando y cantando en vivo.[3]
- Pinocho
- El diario de Ana Frank: Ana Frank ha sido uno de los personajes infantiles de mayor importancia para la actriz, cuya interpretación la ha marcado de por vida. Este papel le valió una felicitación de la embajada de Israel en Guatemala.[3]
- El Mago de Oz.[4]

### Directora
- La Sirenita
- La Bella y la Bestia
- Blanca Nieves
- Aladino
- Marcelino Pan y Vino
- Fuenteovejuna
- Los árboles mueren de pie
- Leyendas de Guatemala[4]

## Reconocimientos
- Medalla de Paz: recibida el 8 de diciembre de 2005 en el Teatro Abril, del ministro de Cultura y Deportes, Manuel Salazar Tesagüic.
- Reconocimiento municipal: el Consejo Cultural de la Municipalidad de Guatemala entregó un diploma de reconocimiento a la labor artística de las hermanas Pontaza.